# Hidruro de sodio
El hidruro de sodio es un compuesto químico que tiene por fórmula NaH. Es utilizado como base fuerte en síntesis orgánica. El NaH es representativo de los hidruros salinos, compuesto de iones Na+ (catión) e H− (anión). A diferencia de otros hidruros no metálicos como el borano, metano y amoniaco el NaH es ionizable, insoluble en solventes orgánicos y soluble en sodio fundido. Por su insolubilidad, todas las reacciones del NaH tienen lugar en la superficie del sólido.

## Propiedades y estructura
El NaH se produce en una reacción directa de hidrógeno y sodio líquido. El NaH en estado puro es incoloro, aunque las muestras comerciales generalmente son de color grisáceo. El NaH es aproximadamente 40% más denso que el Na (0.968 g/cm³).
Como el LiH, el KH, el RbH, y el CsH, el hidruro de sodio adopta la estructura cristalina del NaCl. De esta manera cada ion Na+ está rodeado por seis núcleos de H− en una geometría octaédrica. El radio iónico del H− (146 pm en el NaH) y F− (133 pm) son comparables con las distancias Na−H y Na−F.

## Aplicaciones en las síntesis orgánicas (usos)
- En la obtención de la sodamida.
- Se usa en la condensación de cetonas y aldehídos, con ésteres ácidos.
- En la reducción de óxidos en metales, en combinación con hidróxido de sodio fundido.
- Se utiliza mucho a altas temperaturas como agente reductor.
- En reacciones donde se necesita un catalizador que actúe como reductor.
- El NaH se utiliza para desprotonizar ácidos carboxílicos como el 1,3-dicarboxil y compuestos análogos, como algunos ésteres.
- En la desprotonización de sales de sulfonio y en el sulfóxido de dimetilo.
- En la preparación indirecta de cetonas y epóxidos.

### Como unabasefuerte
El NaH es una substancia básica de aplicación amplia en química orgánica. Es capaz de desprotonizar una serie de ácidos débiles (ácidos de Brønsted) para dar los derivados de sodio correspondientes. Los substratos típicos contienen ligaduras O-H, N-H, S-H, incluyendo los alcoholes, fenoles, aminas, amidas y tioles.
Típicamente el NaH se utiliza para desprotonizar ácidos carboxílicos como el 1,3-dicarboxil y compuestos análogos, como algunos ésteres (p. ejem. los maleatos). Los derivados de sodio resultantes pueden ser alquilados. El NaH es usado para favorecer la condensación en reacciones con grupos carbonilo por medio de la condensación de Dieckmann, la de Stobbe, así como las de Darzens y la de Claisen. También se utiliza en la desprotonización de sales de sulfonio y en el sulfóxido de dimetilo y disulfuros) también son reducidas por la acción del NaH j

### Como agente secante
Debido a su rección vigorosa e irreversible con agua, el NaH puede ser usado como agente desecante para algunos solventes orgánicos, aunque hay otros secantes que son mucho más usados como el hidruro de calcio.

### Como almacenador de hidrógeno
El uso del hidruro de sodio ha sido propuesto como agente almacenador de hidrógeno en las celdas de combustible para los vehículos. El hidruro se guarda en pellets de plástico que son trituradas en presencia de agua para liberar el hidrógeno.

## Consideraciones prácticas
El NaH se vende como una mezcla al 60% (p/p) de hidruro de sodio y aceite mineral. Esta mezcla es más fácil de manejar (por razones de seguridad) que el NaH puro. El material se puede obtener puro lavando la solución con pentano teniendo cuidado de evitar la combustión que sucede al contacto del NaH con el aire. De aquí que las reacciones que involucran al hidruro de sodio requieren de atmósfera inerte (nitrógeno o argón).

## Seguridad
El NaH es inflamable al contacto con el aire y con el agua desprendiendo hidrógeno igualmente inflamable. La hidrólisis del NaH produce hidróxido de sodio (NaOH).